# Erős Blanka
Erős Blanka (Marosvásárhely, 1917. november 3. – 1988. március 7. előtt) magyar újságíró, szerkesztő. Erős László felesége.

## Életútja
Középiskolát Gyergyószentmiklóson végzett, a második világháború alatt ápolónő volt Kolozsvárt, 1944-ben deportálták, megmenekült. Előbb vegyészetet hallgatott, 1949-től adjunktus a Bolyai Tudományegyetem társadalomtudományi tanszékén, majd 1954-től a Dolgozó Nő főszerkesztője. 1973-ban vonult nyugalomba. Munkája: Lányoknak – lányokról (Kaleidoszkóp, 1976). Férjével, Erős Lászlóval írt kötete: Soha nem engedem el a kezed (1994).